# Відображення (філософія)
Відобра́ження в марксистській філософії — загальна властивість матерії, яка має «властивість, по суті споріднену з відчуттям, властивість відображення», що виявляється в здатності матеріальних систем відтворювати визначеність інших матеріальних систем у формі зміни власної визначеності в процесі взаємодії з ними. Пріоритет у використанні категорії відображення в діалектичному матеріалізмі належить Леніну, хоча сам концепт відображення сходить до французького матеріалізму XVIII століття, один із представників якого Дені Дідро стверджував: «здатність відчуття є загальна властивість матерії або продукт її організованості». Приватними й специфічними формами відображення є інформація, відчуття і свідомість.
Говорячи про відображення дійсності нашими органами чуття, діалектичний матеріалізм підкреслює, що дійсність пізнавана, що ніякої перешкоди між «явищем» і «річчю в собі» немає, що пізнання — це процес, який дедалі повніше відкриває перед нами закони розвитку дійсності. Таким чином, марксистсько-ленінська теорія відображення використовує зазначену оптичну аналогію в цілях критики агностицизму, але не робить ні найменшої поступки на користь механіцизму, розкриваючи й підкреслюючи специфіку розумових процесів.

## Еволюція форм відображення
1. Подразливість — вихідна форма відображення, здатність до реакції.
2. Чутливість — здатність до відчуття, що є початковою формою психіки тварин. Чутливість розуміє під собою наявність нервової тканини — «особливої матеріальної структури, відповідальної за відображення»
3. Сприйняття — не тільки диференційоване сприйняття властивості й відносини речей, але й відображення значного числа істотних в біологічному відношенні зв'язків у навколишньому світі.
4. Свідомість — припускає не тільки вплив на суб'єкт ззовні, але й активну дію самого суб'єкта, його творчу активність, яка проявляється у вибірковості й цілеспрямованості сприйняття, у відволіканні від одних предметів, властивостей і відносин і фіксуванні інших, у перетворенні почуттів, образу в логічну думку, в оперуванні понятійними формами знання[5].